# Важка атлетика на літніх Олімпійських іграх 1932
Змагання з важкої атлетики на літніх Олімпійських іграх 1936 відбулися 30-31 липня в Олімпійській аудиторії. Змагалися тільки чоловіки. Розіграно 5 комплектів нагород.

## Медальний залік
| Дисципліни    | Золото                          | Срібло                           | Бронза                        |
| ------------- | ------------------------------- | -------------------------------- | ----------------------------- |
| До 60 кг      | Раймон Сювіньї · Франція        | Ганс Вельперт · Німеччина        | Ентоні Торлаццо · США         |
| До 67,5 кг    | Рене Дюверже · Франція          | Ганс Гас · Австрія               | Гастоне П'єріні · Італія      |
| До 75 кг      | Рудольф Ісмайр · Німеччина      | Карло Галімберті · Італія        | Карл Гіпфінґер · Австрія      |
| До 82,5 кг    | Луї Остен · Франція             | Свенд Ольсен · Данія             | Генрі Дуей · США              |
| Понад 82,5 кг | Ярослав Скобла · Чехословаччина | Вацлав Пшенічка · Чехословаччина | Йозеф Штрасберґер · Німеччина |

## Країни-учасниці
Змагалися 29 важкоатлетів з 8-ми країн:
- Аргентина (1)
- Австрія (2)
- Чехословаччина (2)
- Данія (1)
- Франція (4)
- Німеччина (4)
- Італія (4)
- США (10)

## Таблиця медалей
| Місце               | Країна               | Золото | Срібло | Бронза | Загалом |
| ------------------- | -------------------- | ------ | ------ | ------ | ------- |
| 1                   | Франція (FRA)        | 3      | 0      | 0      | 3       |
| 2                   | Німеччина (GER)      | 1      | 1      | 1      | 3       |
| 3                   | Чехословаччина (TCH) | 1      | 1      | 0      | 2       |
| 4                   | Італія (ITA)         | 0      | 1      | 1      | 2       |
| 4                   | Австрія (AUT)        | 0      | 1      | 1      | 2       |
| 6                   | Данія (DEN)          | 0      | 1      | 0      | 1       |
| 7                   | США (USA)            | 0      | 0      | 2      | 2       |
| Загалом (7 збірних) | Загалом (7 збірних)  | 5      | 5      | 5      | 15      |